# Walther-Schreiber-Platz

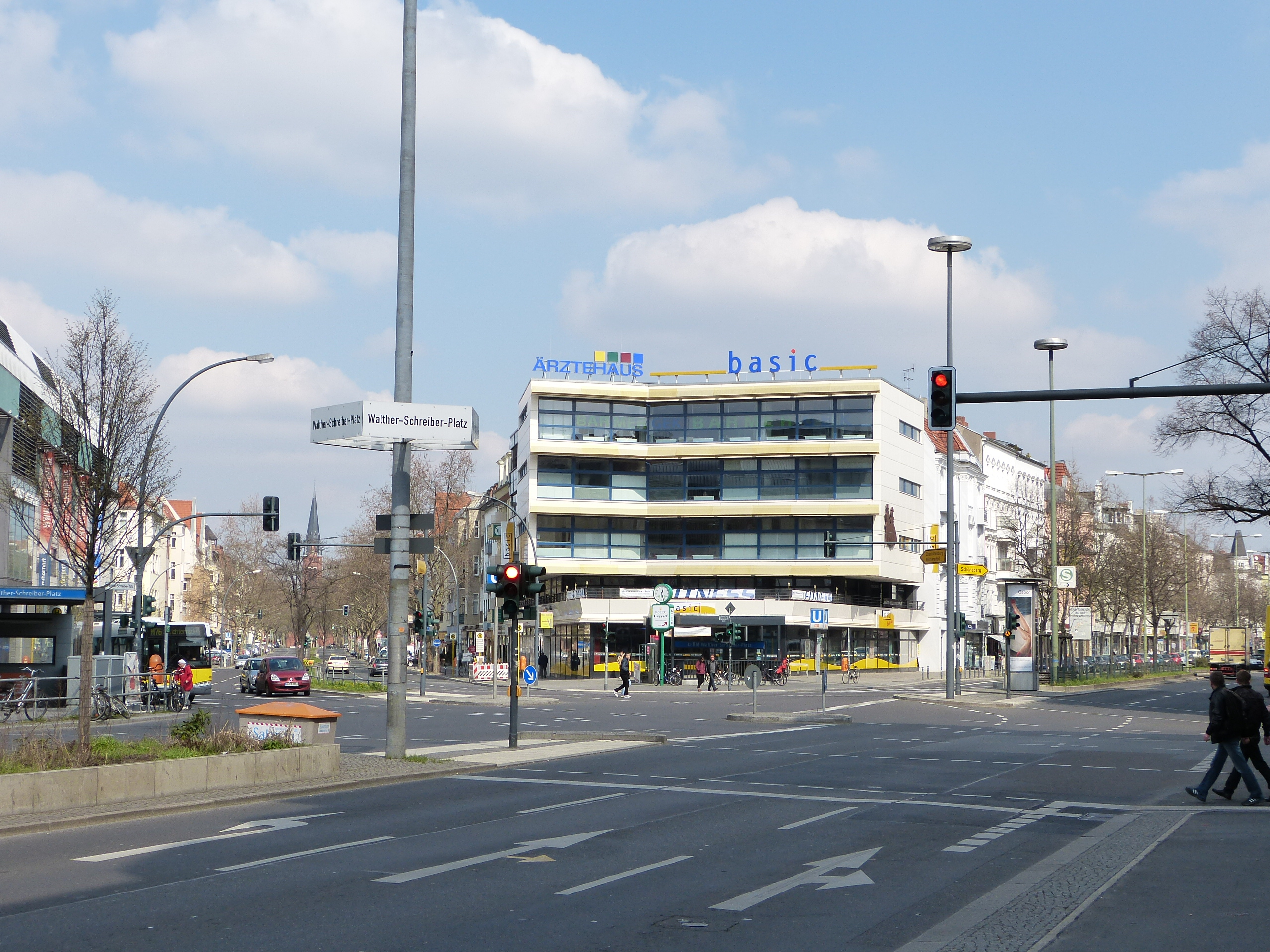
120406-Friedenau-Walther-Schreiber-Platz

Walther-Schreiber-Platz är ett torg och trafikknutpunkt mellan stadsdelarna Friedenau och Steglitz i Berlin. Den har fått sitt namn efter Walther Schreiber som var Berlins regerande borgmästare 1953-1955.
Under platsen ligger tunnelbanestationen Walther-Schreiber-Platz.